# Hagik-dong
Hagik-dong (koreanska: 학익동) är en stadsdel i staden Incheon, 30 km väster om huvudstaden Seoul. Den ligger i stadsdistriktet Michuhol-gu.

## Indelning
Administrativt är Hagik-dong indelat i:
| Namn    | Namn             | Yta km² | Invånare 31 dec 2020 |
| ------- | ---------------- | ------- | -------------------- |
| 숭의1동 | Hagik 1(il)-dong | 5,07    | 31 509               |
| 숭의2동 | Hagik 2(i)-dong  | 0,80    | 19 144               |